# Вооглайд, Юло
Юло Вооглайд (эст. Ülo Vooglaid, до 21 апреля 1937 — Ülo Bakhoff), Юло Вахурович Вооглайд род. 29 августа 1935 года, Таллин, Эстония) — советский и эстонский социолог, обществовед, педагог, общественный деятель.

## Биография
В 1953 году окончил педагогическое училище в Хаапсалу, потом учился на историческом факультете Тартуского университета.
В 1963–1965 годах был журналистом газеты «Эдази», ставшей во многом благодаря его исследованиям самой читаемой газетой Эстонии. 
В 1970 году Вооглайд защитил кандидатскую диссертацию по философии «Опыт социологического и социально-психологического исследования структуры читательской аудитории городской и районной газеты» (Институт конкретных социальных исследований АН СССР), где как раз всесторонне исследовал содержание и читательскую аудиторию газеты «Эдази».  
На рубеже 1965 и 1966 годов Вооглайдом была создана Лаборатория социологии массовых коммуникаций при Тартуском университете, которая существовала исключительно за счёт самоокупаемости. 
Первым в Эстонии и одним из первых в СССР начал проведение массовых социологических опросов, а также изучение газетной аудитории. 
На рубеже 70-х годов в Тартуском университете начались чистки: в частности, из университета был уволен и Вооглайд. 23 июня 1975 его также исключили из КПСС. Тогда на его защиту встал известный ленинградский социолог Андрей Алексеев, обратившийся с письмом к председателю Комитета партийного контроля при ЦК КПСС Арвиду Пельше. Заступничество Алексеева не помогло Вооглайду восстановиться в партии, хотя его в итоге исключили со смягчённой формулировкой.
Из Тарту он переехал в Таллин, где начал работать в Центре научного управления трудом и управлением Министерства легкой промышленности Эстонской ССР, а затем, с 1977 по 1986 — в Институте содействия лидерству и профессиональному развитию в Эстонской ССР. В 1987—1989 Юло Вооглайд руководил Центром развития Пиргу в Рапламаа, который разрабатывал сценарии саморегулятивного функционирования народного хозяйства республики.
В Перестройку Юло Вооглайд был народным депутатом СССР, членом Межрегиональной депутатской группы. Неоднократно избирался в состав Рийгикогу. 
Входил в состав делегации, которая в 1989 году вела переговоры с Михаилом Горбачёвым о выходе республики из СССР.
В 1992–1996, 1996–1998 и 2004—2005 годах Вооглайд был депутатом парламента, в 2005 году, будучи старейшим депутатом, уступил свой мандат.
С 2000 года — почётный профессор вынужденно оставленного им когда-то Тартуского университета.

## Книги и труды
- «Напутствие гражданину» (2019)[1].